# Muséum national d'histoire naturelle

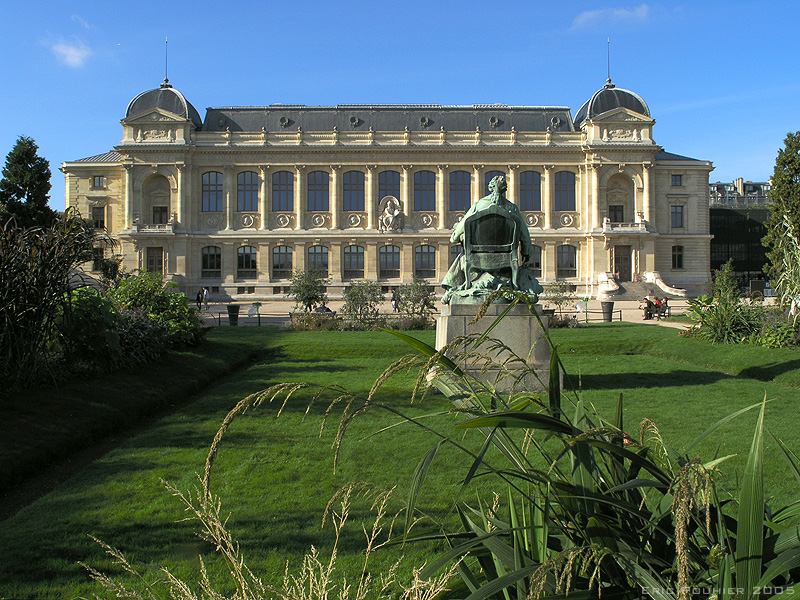
Grande Galerie de l'Évolution

Het Muséum national d'histoire naturelle (MNHN) is een natuurhistorisch museum dat gevestigd is in verschillende steden in Frankrijk. In 1793 is het museum formeel opgericht. Samen met het Natural History Museum in Londen en het National Museum of Natural History (Smithsonian Institution) in Washington D.C. behoort het tot de musea met de grootste natuurhistorische collecties in de wereld.
Het museum houdt zich bezig met tentoonstellingen voor het publiek, het geven van onderwijs en het verrichtten van wetenschappelijk onderzoek op vele terreinen.

## Onderdelen

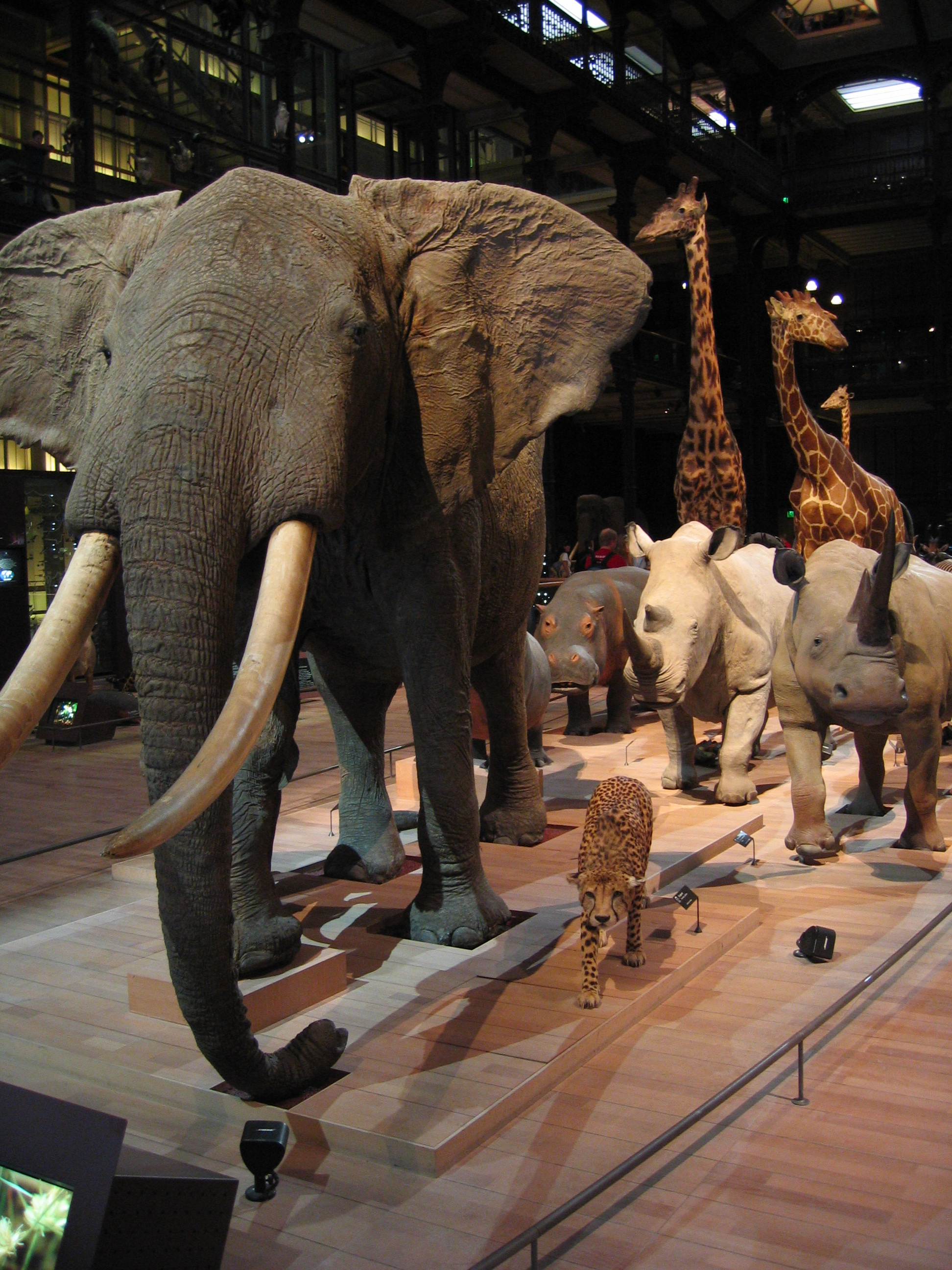
Binnen de Grande Galerie de l'Évolution

Plattegrond van het Muséum national d’histoire naturelle in Parijs, op Jardin des Plantes.

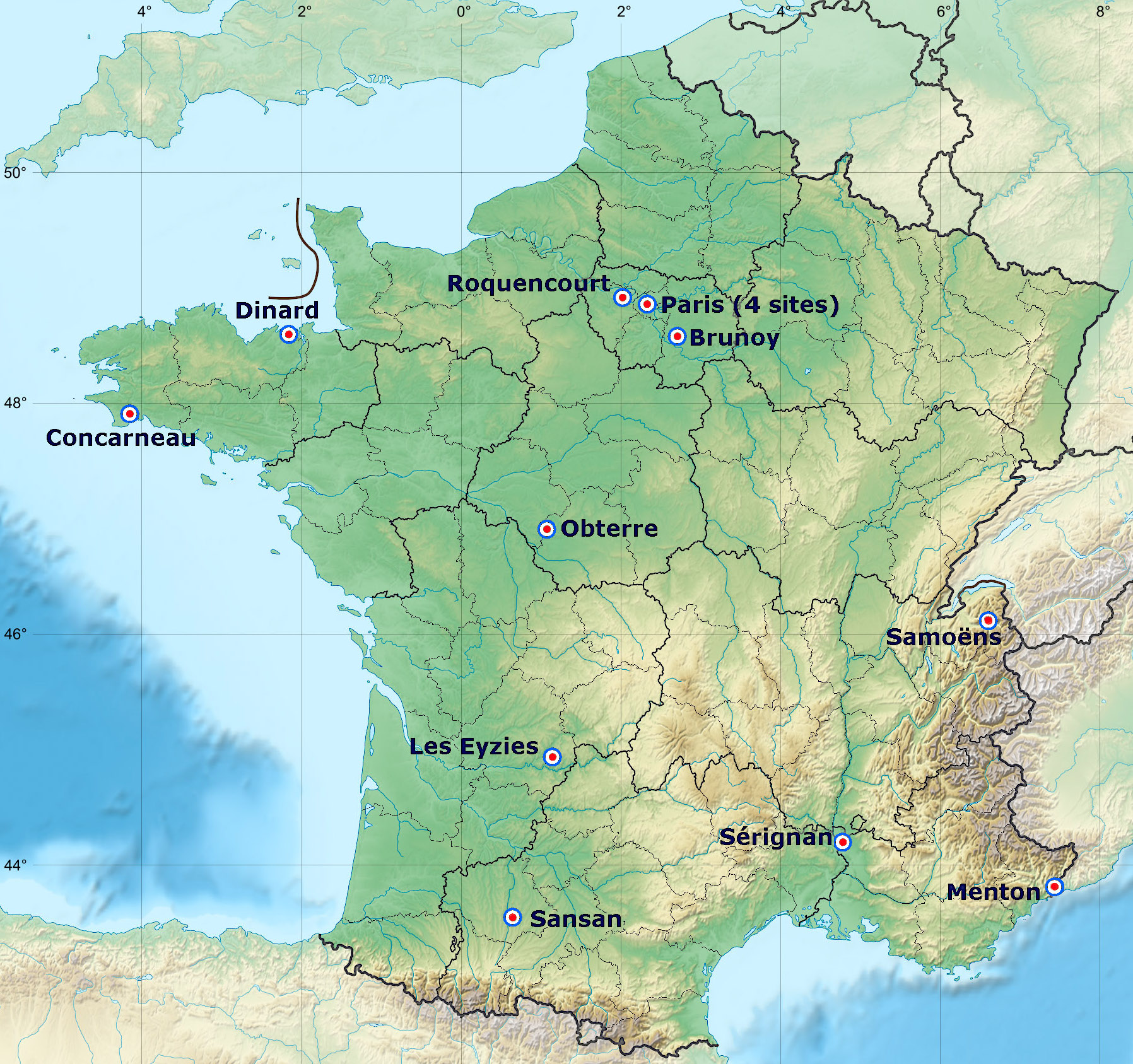
MNHN-vestigingen in Frankrijk.

Het Musée de l'Homme is een antropologisch museum dat valt onder het MNHN. Ook de Jardin des Plantes en de Parc Zoologique de Paris vallen onder het MNHN. Het museum organiseert permanente tentoonstellingen in de Jardin des Plantes. De volgende onderdelen maken deel uit van het MNHN:
- Rocquencourt (Yvelines)
Arboretum de Chèvreloup
- Parijs
Jardin des Plantes met de volgende permanente tentoonstellingen:
Galerie de Minéralogie et de Géologie
Galerie de Paléontologie et d'Anatomie comparée
Grande Galerie de l'Évolution
Ménagerie du Jardin des Plantes
Musée de l'Homme
Parc Zoologique de Paris
- Samoëns
Jardin alpin La Jaÿsinia
- Menton
Jardin botanique exotique du Val Rahmeh
- Concarneau
Marinarium de Concarneau
- Les Eyzies-de-Tayac-Sireuil
Abri Pataud
- Clères
Parc zoologique de Clères
- Obterre
Réserve de la Haute-Touche

## Collectie

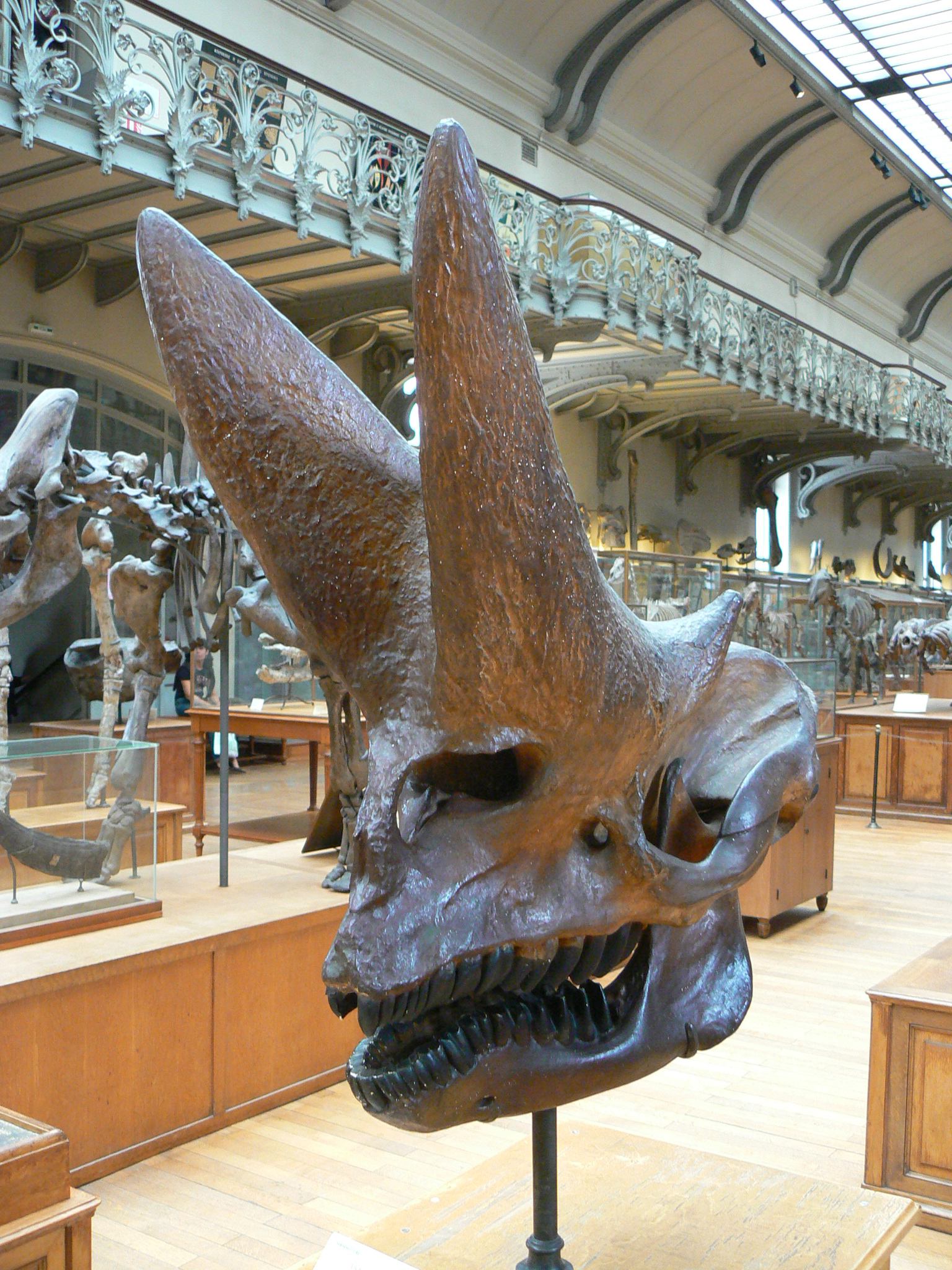
Schedel van Arsinoitherium zitteli

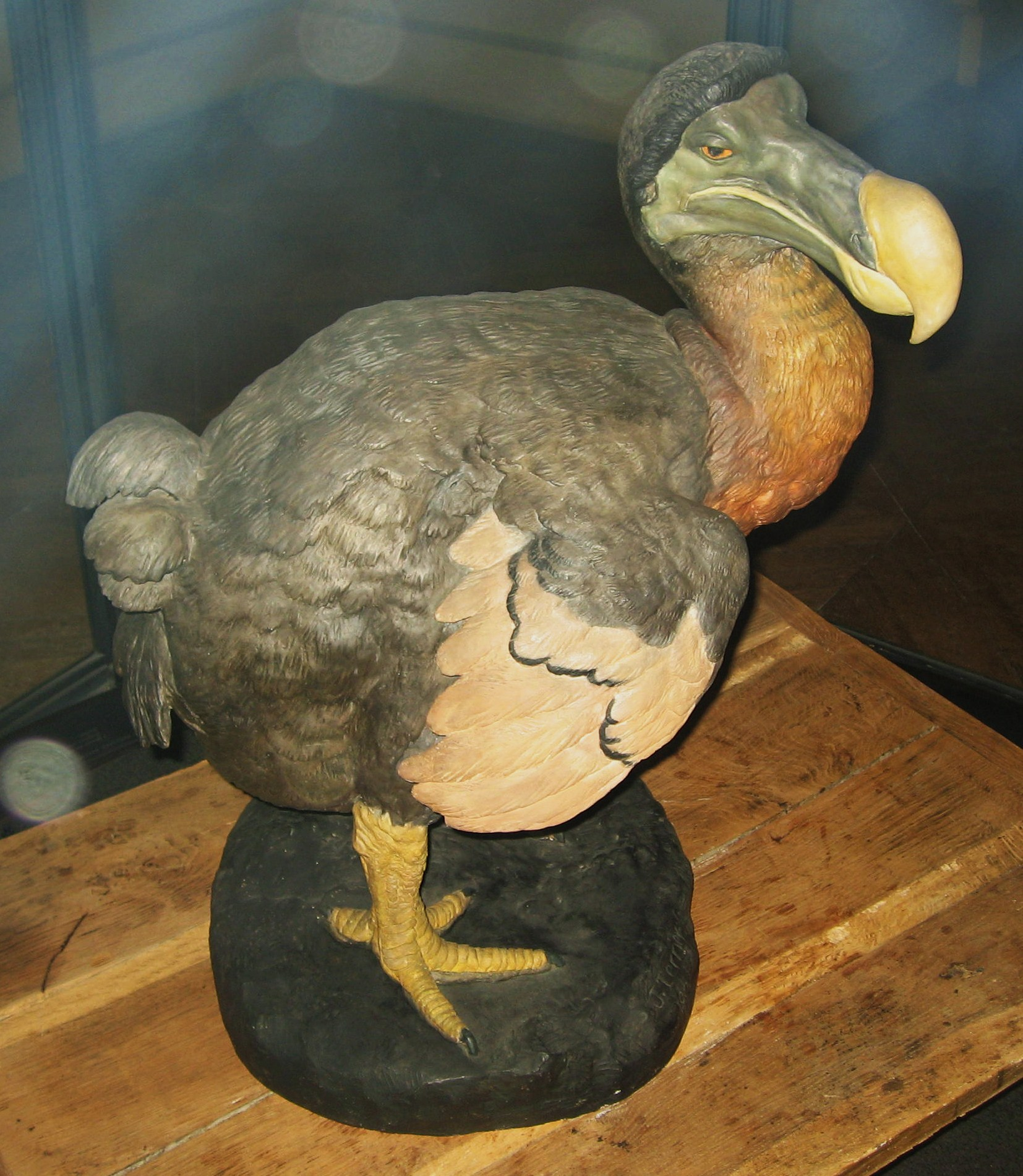
Reconstructie van de dodo (Raphus cucullatus)

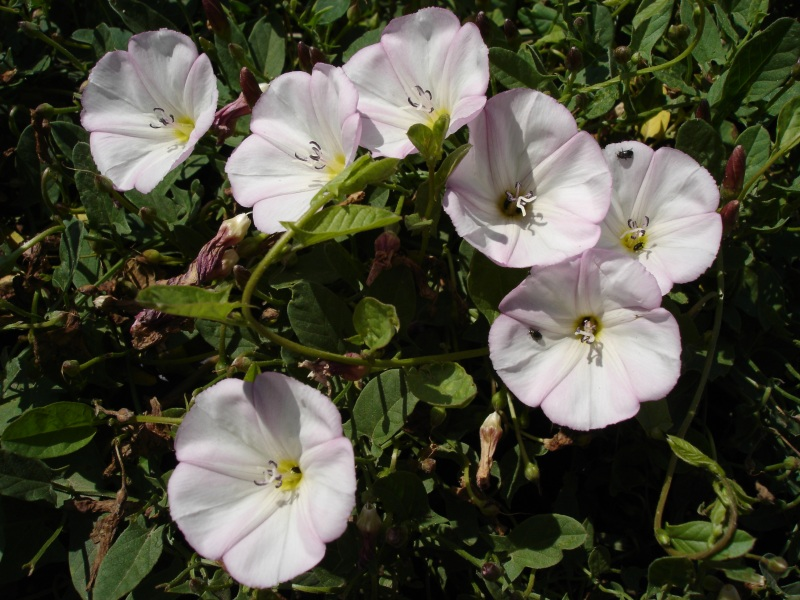
Akkerwinde (Convolvulus arvensis) in de Jardin des Plantes

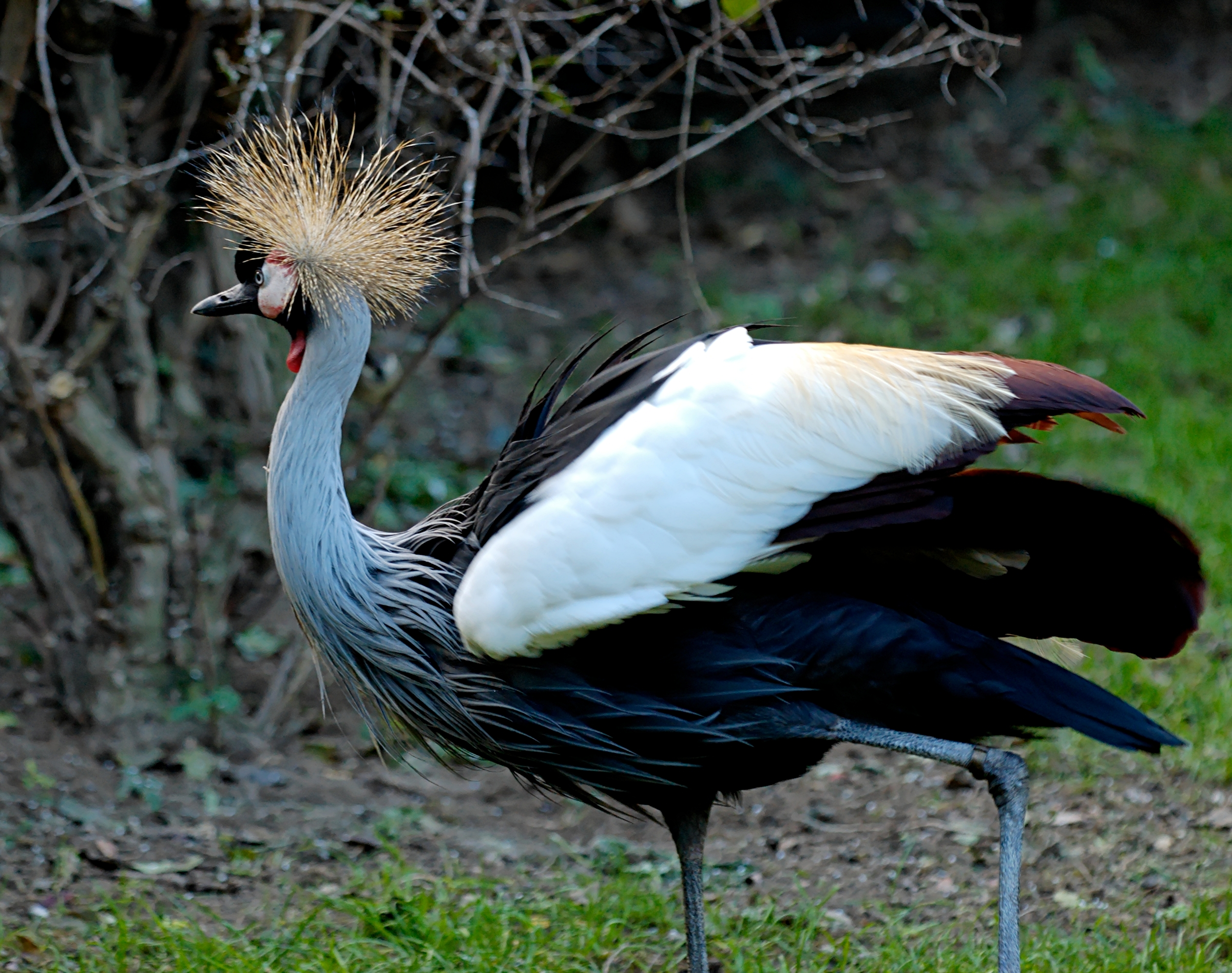
Grijze kroonkraan (Balearica regulorum) in de Ménagerie du Jardin des Plantes

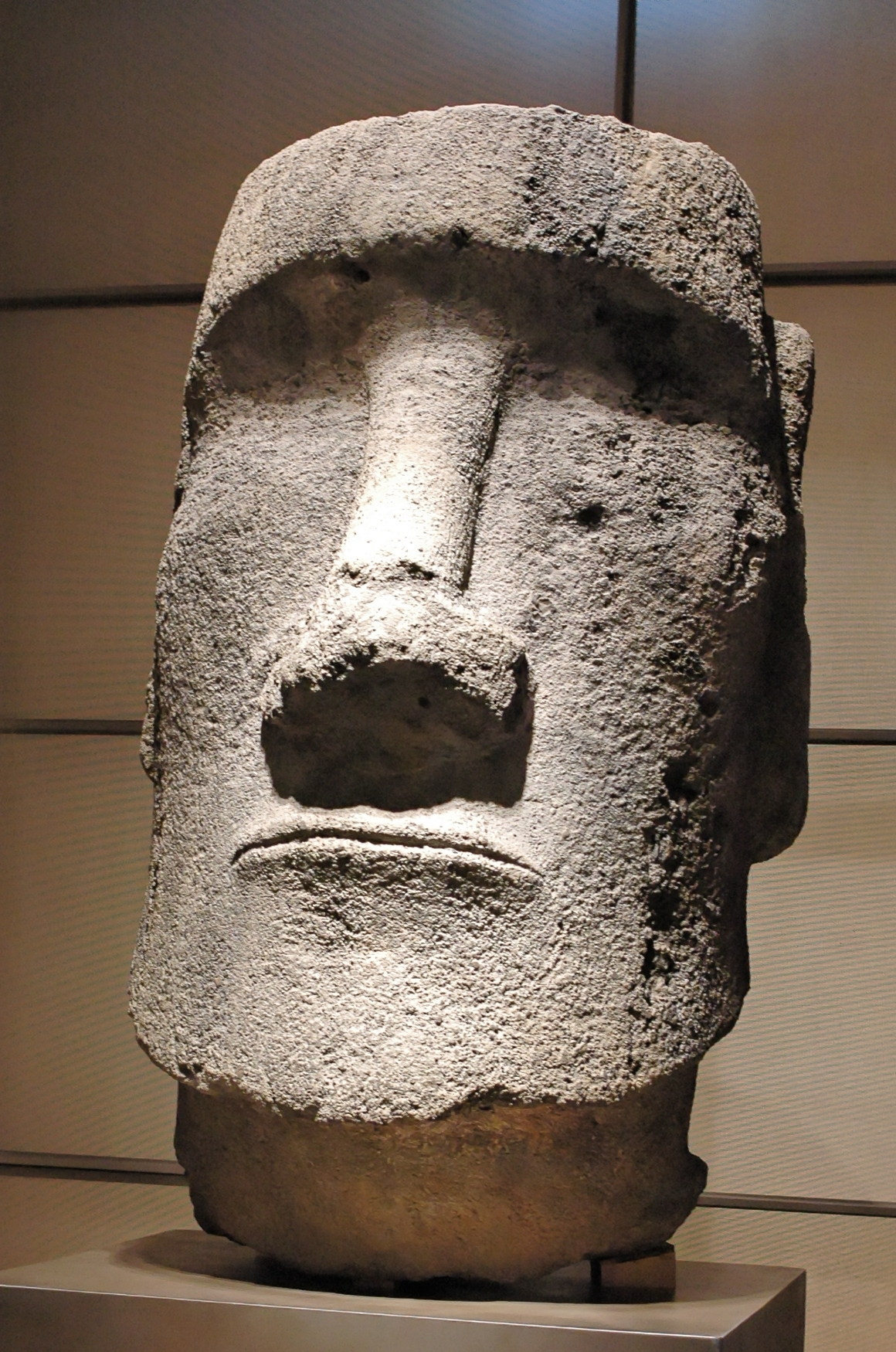
Kop van Moai van Paaseiland in het Musée de l'Homme

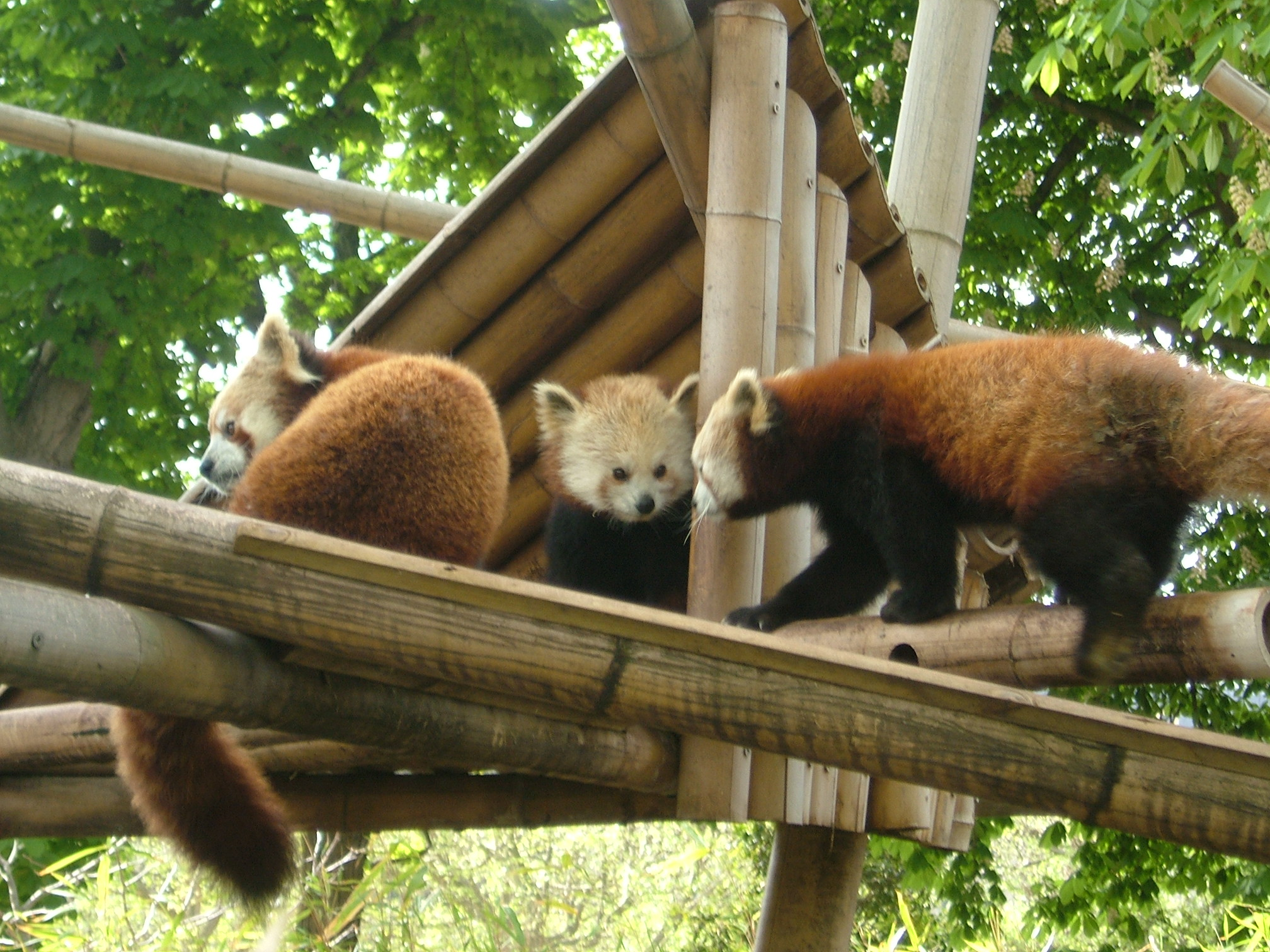
Kleine panda (Ailurus fulgens) in het Parc zoologique de Paris

Het museum beschikt over collecties met betrekking tot paleontologie, geologie, mineralogie, meteorieten, botanie, zoölogie, prehistorie, antropologie, etnobiologie en chemie. Volgens schattingen bestaat de collectie uit meer dan 60 miljoen items.
Er is een microscopische collectie, waaronder micro-organismen (onder meer gisten, algenprotisten, bacteriën), schimmels, geleedpotigen (onder meer spinachtigen, kreeftachtigen, duizendpotigen), wormen, mariene ongewervelden, cellen en weefsels (van zoogdieren, vogels en andere gewervelden), zaden en stuifmeel, micropaleontologische objecten, mineralogische objecten, entomologische objecten en geologische objecten.
Het museum beschikt over een collectie schimmels, waarvan de oudste specimens rond 1700 zijn verzameld door Sébastien Vaillant. De collectie bestaat uit een herbarium (500.000 specimens), een mycologische referentiecollectie (4000 levende stammen) en wasmodellen (420 exemplaren, gemaakt door André-Pierre Pinson).
De collectie algen bestaat uit een herbarium (570.000 gedroogde exemplaren) en een referentiecollectie van levende exemplaren (1000 geïdentificeerde stammen). De oudste exemplaren zijn rond 1700 verzameld door Sébastien Vaillant in de omgeving van Parijs. Ook zijn er tekeningen en aquarellen met betrekking tot fycologie (studie van algen).
De collectie mossen bestaat uit 900.000 herbariumspecimens. De collectie korstmossen bestaat uit 500.000 specimens die worden bewaard in het herbarium en als microscopische preparaten. De oudste exemplaren zijn verzameld in de achttiende eeuw.
De collectie vaatplanten bevindt zich in het herbarium en in de vorm van levende collecties in de broeikassen en de tuinen. De levende collectie vindt haar oorsprong in de in 1635 gecreëerde Jardin du Roi. De herbariumcollectie bevat specimens die vanaf de zeventiende eeuw zijn verzameld door wetenschappers als Joseph Pitton de Tournefort, Sébastien Vaillant, de familie De Jussieu, Michel Adanson en Jean-Baptiste de Lamarck. Het herbarium van het museum heeft met ruim acht miljoen specimens het grootste aantal specimens van vaatplanten van alle herbaria in de wereld. De herbariumcollectie neemt toe met 13.000 tot 14.000 specimens per jaar. De collectie omvat 290.000 van de 320.000 bekende soorten vaatplanten. Ook is er een zaadbank.
De collectie neteldieren omvat kwallen, koralen en zeeanemonen. Deze collectie vindt haar basis onder Lodewijk XIII van Frankrijk in de periode van de Cabinet du Roi. De specimens zijn gedroogd of worden bewaard in alcohol.
Het museum beschikt over een collectie van circa 5 miljoen specimens van weekdieren. De collectie omvat mariene, terrestrische (op het land levende) en in zoetwater levende weekdieren. De oorsprong van deze collectie ligt in de achttiende eeuw. De collectie bevat vooral veel soorten uit de diepzee. De specimens worden in droge toestand of in alcohol bewaard. Het museum heeft een schelp van de doopvontschelp.
De collectie kreeftachtigen, duizendpotigen en spinachtigen vormt een geheel en omvat de geleedpotigen die niet tot de insecten behoren. De eerste collectie werd in de negentiende eeuw gevormd. De collectie omvat onder meer spinnen (2,5 miljoen individuen, 25.000 geïdentificeerde soorten van de 40.000 die in de wereld zijn geclassificeerd), schorpioenen, bastaardschorpioenen, hooiwagens en mijten. De collectie kreeftachtigen omvat 90.000 exemplaren. De collectie duizendpotigen en fluweelwormen omvat een miljoen specimens, die 5000 soorten representeren. De collectie bestaat uit gedroogde of in alcohol bewaarde specimens.
Het museum heeft een collectie insecten van circa 40 miljoen specimens. De collectie omvat kevers (17 miljoen specimens), waarvan de eerste exemplaren rond 1760 werden verzameld. De collectie vlinders (3 miljoen specimens) omvat exemplaren van twee eeuwen oud. De collectie Hemiptera omvat meer dan 7 miljoen specimens. De collectie Orthoptera omvat circa 741.800 specimens. De collectie tweevleugeligen omvat circa 6.150.000 specimens. De collectie Apterygota omvat enkele honderdduizenden specimens. De collectie vliesvleugeligen omvat bijna een miljoen specimens. De collectie omvat gedroogde insecten en insecten in alcohol. Ook zijn er insecten in barnsteen in de collectie aanwezig. Levende insecten zijn te zien in de Ménagerie du Jardin des Plantes.
De collectie stekelhuidigen omvat zee-egels, zeesterren, zeekomkommers en Crinoidea. De oudste specimens werden in 1758 in de Caraïben verzameld. De collectie bestaat uit circa 490.000 exemplaren.
Het museum bezit een collectie sponsdieren die bijna 10.000 soorten omvatten. De meeste soorten zijn marien. De meeste specimens worden in alcohol bewaard. Sommige specimens zijn gedroogd.
De collectie wormen en andere kruipende dieren is een heterogene collectie en omvat specimens die nog door Jean-Baptiste de Lamarck (1744-1829) zijn verzameld. De collectie omvat rondwormen, ringwormen, platwormen zakpijpen, mosdiertjes, armpotigen, meiofauna en parasitaire wormen. De specimens worden bewaard in alcohol of formaldehyde en in platen.
Het museum heeft een collectie zoogdieren die in de gehele wereld is verzameld. De oudste specimens dateren uit het midden van de achttiende eeuw. Sommige exemplaren komen uit de collectie van Georges Louis Leclerc de Buffon, waaronder zijn tamme chimpansee Joco. Het oudste object is een bot van een giraffe dat dateert uit de periode van Lodewijk XIII van Frankrijk. De collectie omvat 130.000 specimens en 1100 typen. Levende cellen worden bewaard door middel van cryopreservatie. Ook is er een collectie weefsels die worden bewaard in alcohol. Levende zoogdieren zijn te zien in het Ménagerie du Jardin des Plantes, de Parc zoologique de Paris, de Parc zoologique de Clères en de Réserve de la Haute-Touche.
De collectie vissen omvat zoet- en zoutwatervissen. Er zijn gemummificeerde exemplaren in de collectie die tijdens het bewind van Napoleon Bonaparte uit de Egyptische piramiden zijn gehaald. De collectie vindt haar ontstaan in de achttiende eeuw, vooral door de inspanningen van Georges Cuvier. De collectie bestaat uit 400.000 niet-levende, dierlijke specimens die bijna 13.000 soorten omvatten. De collectie omvat hele vissen in alcohol, gedroogde huiden en droge exemplaren op sokkels. Levende vissen zijn te zien in het aquarium van de Marinarium de Concarneau.
De collectie amfibieën vindt haar oorsprong in de periode van het Cabinet du Roi van Lodewijk XIII. De collectie omvat circa 170.000 specimens die de helft van de bekende soorten omvatten. De dieren zijn geconserveerd in alcohol of bewaard in de vorm van geprepareerde skeletten, weefsels en huiden. Levende amfibieën zijn te zien in de Ménagerie du Jardin des Plantes.
De collectie reptielen bestaat uit 130.000 specimens. De oudste specimens stammen uit de periode van de Cabinet du Roi. Het oudste object is een exemplaar van de uitgestorven schildpad Cylindraspis indica die is verzameld in Réunion en in 1676 is geprepareerd. De specimens worden bewaard in alcohol, zijn opgezet of bestaan uit botten en skeletten. In de Ménagerie du Jardin des Plantes zijn levende reptielen te zien.
Het begin van de collectie vogels ligt in 1795. De collectie omvat circa 130.000 vogelhuiden, waaronder 2500 typen. Ook zijn er 30.000 opgezette vogels, 6.000 skeletten, in alcohol geconserveerde vogels, vogelnesten en eieren. Circa 50% van de 10.000 bekende vogelsoorten zijn in de collectie vertegenwoordigd. Levende vogels zijn te zien in het Ménagerie du Jardin des Plantes, de Parc zoologique de Paris, de Parc zoologique de Clères en de Réserve de la Haute-Touche.
De prehistorische collectie omvat antropologische specimens die vanaf het midden van de negentiende eeuw zijn verzameld. De oorsprong van de objecten omvat de periode van 2,5 miljoen tot 3.000 jaar geleden. De collectie omvat meer dan 2 miljoen items die afkomstig zijn uit archeologische opgravingen en kopieën van primitieve kunst (reproducties van tekeningen en gravures op rotswanden uit het Laat-paleolithicum en het Neolithicum). Een derde deel van de objecten komt uit Afrika, een derde komt uit Frankrijk en een derde komt uit de rest van de wereld. De collectie wordt bewaard in het Musée de l'Homme, het Institut de Paléontologie humaine en in Abri Pataud.
De collectie biologische antropologie omvat fossielen uit het Europees Paleolithicum. Fossielen van de cro-magnonmens en de neanderthaler zijn in de collectie aanwezig. De eerste collectie (een aantal anatomische preparaten, pathologische weefsels en wasmodellen) maakten deel uit van het Cabinet de curiosités (rariteitenkabinet) uit 1635. De huidige collectie omvat circa 26.000 items of groepen van items die in alle continenten zijn verzameld. Een aantal Franse objecten werden gevonden tijdens bouwprojecten onder leiding van Georges Eugène Haussmann. De collectie omvat beenderen, mummies, beelden, objecten van was en anatomische preparaten. Het grootste deel van de collectie bevindt zich in het Musée de l'Homme.
De paleontologische collectie omvat talloze fossielen. De collectie vindt haar oorsprong in de Cabinet de curiosités van Lodewijk XIII. Het omvat de gipsen fossielen van Montmartre die werden bestudeerd door Georges Cuvier, een groot aantal historische objecten die tijdens de achttiende eeuw werden verzameld, de eerste fossielen die in 1739 in Noord-Amerikaanse overzeese gebieden werden verzameld en de specimens die door Georges Louis Leclerc de Buffon werden beschreven in zijn Histoire de la Terre. De collectie omvat meer dan 2,7 miljoen specimens die over de hele wereld zijn verzameld. Hieronder zijn 300.000 specimens van gewervelden (zoogdieren, reptielen, vogels en vissen), 2,5 miljoen specimens van ongewervelden die vooral rijk zijn aan weekdieren uit het Tertiair in Frankrijk en de rest van Europa, de paleobotanische collectie met meer dan 200.000 plantfossielen (waaronder afdrukken van bladeren, gefossiliseerd hout en gefossiliseerde zaden) en de micropaleontologische collectie met meer dan 30.000 gecatalogiseerde platen met Foraminifera. De collectie insecten uit het Carboon omvat de twee enige bekende voorbeelden van de reuzenlibel Meganeura monyi.
De collectie mineralen en edelstenen omvat specimens die in 1626 werden opgenomen in de apotheek van Lodewijk XIII in de Jardin du Roi. De collectie edelstenen omvat 3000 geslepen stenen, waaronder exemplaren die in bezit waren van het Franse koningshuis. Het museum bezit type-exemplaren uit de mineralogie. Mineralen zijn voor het eerst beschreven op basis van deze type-exemplaren. De collectie omvat tachtig grotekristallen, waaraan er ongeveer veertig een gewicht hebben tussen de 100 en 4000 kg. Er zijn perfecte grote exemplaren van rookkwarts, morion, amazoniet, aquamarijn, morganiet, mica en topaas. Daarnaast omvat de collectie onder meer goud dat is gevonden in Californië en edelstenen uit Brazilië.
De collectie meteorieten is begonnen in de tweede helft van de negentiende eeuw. Er zijn 3050 samples van 1146 inslagen, waarvan er 447 door mensen zijn waargenomen. De vroegst bekende waargenomen inslag vond plaats in 1492. De grootse meteoriet weegt 625 kg.
De collectie gesteenten en sedimenten werd in 1817 gestart op initiatief van Pierre-Louis-Antoine Cordier. De collectie omvat endogene gesteenten (gesteenten vanuit de aarde) en exogene gesteenten (gesteenten van het aardoppervlak en sedimenten) die zijn verzameld bij ontsluitingen en op de zeebodem (onder meer die van de Indische Oceaan). Onder meer mangaanknollen zijn in de collectie aanwezig.
Het museum heeft een collectie wetenschappelijke instrumenten en chemische producten waarvan de oorsprong teruggaat tot het tijdperk van de Jardin du Roi. Het museum bezit een retort van zandsteen, waarvan er maar drie in de wereld bekend zijn. Ook glaswerk waarmee Michel Eugène Chevreul in zijn laboratorium moleculen extraheerde is in de collectie aanwezig. Andere opmerkelijke items zijn een microscoop uit 1710 die onder Lodewijk XIV van Frankrijk werd gebruikt, de fosforoscoop die Alexandre-Edmond Becquerel ontwikkelde om fosforescentie van mineralen te meten, de alcoholpercentagemeter en het apparaat dat in staat was om water te synthetiseren van Louis Gay-Lussac, een mineralogische microscoop van Alfred Lacroix en de goniometer die Carangeot gebruikte om de hoeken van kristallen te meten. Ook bevat de collectie chemische producten uit de periode van Michel Eugène Chevreul zoals origineel glaswerk met de eerste samples van geïsoleerd cholesterol, vetzuren en creatinine. Tevens zijn geïsoleerde secundaire plantenstoffen als salicine in de collectie aanwezig.
De collectie omvat ook architectuur, meubels en kunstwerken. De oudste gebouwen dateren uit 1635 van de periode van de Jardin du Roi van Lodewijk XIII. De collectie omvat broeikassen, tentoonstellingsgebouwen (waarvan sommige als historisch monument zijn geregistreerd), beeldhouwwerk, tekeningen en schilderijen en historische meubels. Onder meer de monumentale klok uit 1785 van Marie Antoinette van Oostenrijk en het rariteitenkabinet van Joseph Bonnier de la Mosson zijn in het bezit van het museum. De kunstcollectie bevat werken die werden gemaakt op verzoek van Gaston d'Orléans (de broer van Lodewijk XIII) en kunstwerken van Pierre Joseph Redouté, Léon de Wailly, Jean-Charles Werner en François Pompon. In de Jardin des Plantes zijn beelden te zien van de mensen die aan het museum waren verbonden, zoals Georges Louis Leclerc de Buffon, Jean-Baptiste de Lamarck, Antoine Laurent de Jussieu en Michel Eugène Chevreul.
Het museum heeft een museumbibliotheek met historische en hedendaagse documentatie, afbeeldingen, geluidsfragmenten, videobeeldfragmenten en andere gespecialiseerde media. Hoewel het museum al een collectie boeken en manuscripten van de Jardin du Roi had verworven, werd de eerste bibliotheek tijdens de Franse Revolutie op 10 juni 1793 opgericht. De bibliotheek richt zich op werken met betrekking tot anatomie, mineralogie, chemie, botanie, zoölogie en reizen die van belang zijn voor de natuurlijke historie. Naast de centrale bibliotheek in Parijs, heeft ook het Musée de l'Homme de beschikking over een bibliotheek.

## Wetenschappelijk onderzoek
Het museum richt zich op wetenschappelijk onderzoek naar de biodiversiteit en de ecologische diversiteit. Het onderzoek spitst zich toe op evolutiebiologie (onder meer fylogenie en soortvorming), ontogenese en populatiebiologie). Ook doet het museum onderzoek naar de relaties tussen menselijke activiteiten en de biodiversiteit.
Er zijn aantal onderzoeksafdelingen binnen het museum: het département milieux et peuplements aquatiques; het département écologie et gestion de la biodiversité; het département histoire de la terre; het département hommes, natures, sociétés; het département de préhistoire; het département régulations, développement et diversité moléculair en het département systématique et évolution.
Het département milieux et peuplements aquatiques is een onderzoeksafdeling die zich bezighoudt met onderzoek van het aquatisch milieu in en bij oceanen, zeeën, kusten, oevers, rivieren, meren et cetera. De onderzoeksafdeling richt zich op de geschiedenis en de variaties van milieus en het functioneren van de organismen die zich in deze milieus bevinden.
Het département écologie et gestion de la biodiversité houdt zich bezig met de studie naar ecologie en biodiversiteit en het beheer daarvan. De onderzoeksafdeling richt zich op het in kaart brengen van de biodiversiteit, het analyseren van de geschiedenis van de natuur binnen diverse schalen in tijd en ruimte, het bestuderen van het determinisme van de natuur en de studie van ecosystemen.
Het département histoire de la terre houdt zich bezig met onderzoek naar de evolutie van het leven in relatie tot de aarde. De onderzoeksafdeling richt zich op het achterhalen van de evolutie van de biosfeer in de context van de oorsprong, de formatie en de evolutie van de planeet. Onderwerpen waarmee de onderzoeksafdeling zich mee bezighoudt, betreffen de oorsprong en samenstelling van de aarde en aardse planeten, de vorming van de aarde en de ontstaansgeschiedenis van de eerste continenten, de geschiedenis van het leven en de interacties met veranderingen in het milieu.
Het département hommes, natures, sociétés houdt zich bezig met de studie van de mensheid en de menselijke diversiteit en de relaties met de natuur in tijd en ruimte vanuit biologische, culturele en sociale gezichtspunten. De onderzoeksafdeling integreert in haar onderzoek vakgebieden als biologische antropologie, genetica, prehistorie, sociale en culturele antropologie, etnobiologie, etnomusicologie, geografie en de geschiedenis en filosofie van wetenschap en techniek. Onderwerpen waarmee de onderzoeksafdeling zich mee bezighoudt, betreffen de oorsprong, evolutiebiologie en diversiteit van de mens; menselijke populaties in tijd en ruimte, natuurlijke en gefabriceerde objecten, technieken en samenlevingen en interacties tussen samenlevingen en de natuur.
Het département de préhistoire houdt zich bezig met onderzoek van groepen van prehistorische mensen, hun evolutie, levenswijzen en hun omgeving. Dit doet de onderzoeksafdeling door een interdisciplinaire aanpak met veldwerk (archeologische vindplaatsen) en analyse van collecties (gereedschappen, fossielen) en sedimentaire afzettingen. Met deze activiteiten hoopt de afdeling de kennis te vergroten op het gebied van de menselijke evolutie (het geslacht Homo en zijn directe Afrikaanse voorvaders), migratie (eerste menselijke populaties in Europa, Azië en Zuid-Amerika), het in kaart brengen van chronologische en bioklimatologische referenties van het Quartair (datering, geochemie met behulp van isotopen, mineralogische karakteristieken van de omgeving, biomarkers), aanpassing aan milieus of verandering hiervan door de mens (waaronder tropische milieus, eilanden en periglaciale milieus) en menselijk gedrag in de vorm van technische toepassingen en overleving in het Paleolithicum en de neolithische revolutie. De onderzoeksafdeling is aanwezig op plaatsen waar de geschiedenis van de menselijke afstammingslijn wordt opgehelderd, waaronder Fejej (Ethiopië), Sangiran (Indonesië), Tautavel (Frankrijk), Mato Grosso (Brazilië), Georgië en China.
Het département régulations, développement et diversité moléculaire houdt zich bezig met de processen die leiden tot de diversiteit in vorm en functie, van het moleculaire niveau tot het hele organisme. Hiertoe behoren modificaties in het genoom, genetische regulatie, fysiologische processen en biochemische reacties. De verklaring van moleculaire processen die hebben geleid tot de biodiversiteit wordt gezocht in de karakterisering van moleculaire structuren en de dynamische interactie tussen moleculen in vivo, in vitro en in silico; de studie van de netwerken van genetische en fysiologische reguleringsmechanismen door de simultane analyse van het niveau van expressie van een groot aantal genen en de ontwikkeling van kunstmatige reguleringsmethoden van de expressie van genen in het hele organismes met verschillend cellulair en weefsel gerelateerde context; en de vergelijking van verschillende geïntegreerde experimentele systemen die representatief zijn voor adaptieve en evolutionaire patronen.
Het département systématique et évolution houdt zich bezig met het bestuderen van de biodiversiteit en het behoud daarvan. De onderzoeksafdeling richt zich op het beschrijven van dier- en plantensoorten, het verrijken van de publieke biologische collecties in Frankrijk, de deelname aan internationale netwerken die moderne taxonomische databases creëren (Global Biodiversity Information Facility, Consortium of European Taxonomic Facilities, Global Taxonomy Initiative) binnen het framework van de internationale verplichtingen van Frankrijk aan het Biodiversiteitsverdrag; en bijdragen aan de ontwikkeling van nieuwe methoden voor moleculaire taxonomie van planten en dieren. In samenwerking met Franse publieke onderzoeksorganisaties als Institut de recherche pour le développement (IRD) en Centre national de la recherche scientifique (CNRS) doet de afdeling onderzoek naar de mechanismen van evolutie, fylogenie en moleculaire evolutie, biogeografie en het ontstaan van soorten, evolutie van gedrag, morfometrie, cytogenetica en genomics van populaties. Tevens werkt de onderzoeksafdeling samen met meerdere universiteiten over de hele wereld, met name in Europa en in de landen met de grootste tropische biodiversiteit.

## Wetenschappelijke publicaties
Het museum heeft een afdeling die verantwoordelijk is voor de wetenschappelijke publicaties, Service des Publications Scientifiques. Onderzoeksresultaten gebaseerd op onderzoek van de collecties van het museum hebben bij publicatie de prioriteit. Het museum is verantwoordelijk voor drie peer reviewed onderzoekstijdschriften: het botanische tijdschrift Adansonia, het aardwetenschappelijke tijdschrift Geodiversitas en het zoölogische tijdschrift Zoosystema. Tevens is het museum verantwoordelijk voor zes series van monografieën: Archives, Memoires du Museum national d'histoire naturelle, Patrimoines Naturels, Faune de Madagascar, Faune et Flore tropicales en Des Planches et des Mots. Archives bericht over de wetenschappers, de historische gebouwen en de ontwikkeling van de wetenschap bij het museum en meer in het algemeen in geheel Frankrijk. Memoires du Museum national d'histoire naturelle publiceert grote peer reviewed onderzoeksbijdragen op het gebied van natuurlijke historie en menswetenschappen, waaronder geologie, zoölogie, botanie, etnologie en antropologie. Faune de Madagascar is een co-publicatie van het museum, het Centre de coopération internationale en recherche agronomique pour le développement (CIRAD) en het Institut de recherche pour le développement (IRD). Het bericht over de fauna (gewerveld en ongewerveld) van Madagaskar. Faune et Flore tropicales is een co-publicatie van het museum en het Institut de recherche pour le développement en publiceert over dieren, planten en schimmels van tropische streken.
De bibliotheek van het Laboratoire de phanérogamie is aangesloten bij de European Botanical and Horticultural Libraries Group (EBHL), een organisatie die zich richt op de promotie en facilitering van samenwerking en communicatie tussen personen die werken in botanische en horticulturele bibliotheken, archieven en gerelateerde instituten in Europ